# Yokoyamaia
Yokoyamaia is een geslacht van weekdieren uit de klasse van de Gastropoda (slakken).

## Soorten
- Yokoyamaia orientalis Lin, 1971
- Yokoyamaia ornatissima (Yokoyama, 1927)